# Plecoptera
Pour l’article homonyme, voir Plecoptera (Erebidae).
 (avril 2010).
Ordre
Les Plécoptères (Plecoptera) souvent appelés perles, ou mouches de pierre (Steinfliege en allemand, Stonefly en anglais, car ils se posent très fréquemment sur les pierres en bordure de cours d'eau) sont un ordre d'insectes, de la sous-classe des ptérygotes et du super-ordre des Polynéoptères.
Ce sont des insectes ailés, au corps mou et allongé. C'est un groupe ancien, dont on trouve des fossiles datant au moins du début du Carbonifère.
Plus de 2 000 espèces de Plécoptères sont actuellement répertoriées dans le monde, mesurant de quelques millimètres à 5 cm. L'Amérique du Nord en compte environ quatre fois plus d'espèces que l'Europe.
Ils sont généralement inféodés aux zones humides à fort courant (eaux vives). Ils ne volent que sur de brèves distances, à proximité des berges, torrents, fossés et ripisylves. Ils se reposent volontiers sur des pierres et branches émergeant de l'eau ou à proximité. On les trouve parfois en grand nombre à proximité de l'eau, posés sur les pierres fraiches d'arches et piles de ponts, aux entrées de grottes, sur des parois de gouffres... Cet ordre regroupe des espèces phytophages, omnivores/détritivores et carnivores.
Ils ont un développement de type hémimétabole (métamorphose incomplète).

## Naïades et nymphes (individus immatures)
Elles vivent toutes dans les cours d'eau, alors que les adultes (ou imagos) sont aériens. Comme les Naïades d'Éphémères, le corps des Plécoptères est adapté au courant (aplati dorso-ventralement, les pattes disposées le long du corps, et non sur le dessous). Cette forme offre moins de résistance au courant, leur permettant de vivre à proximité du fond du lit, sur ou sous les pierres, là où le courant est le moins important. Elles sont, cependant, dépourvues de branchies, l'oxygène diffusant à travers le corps.

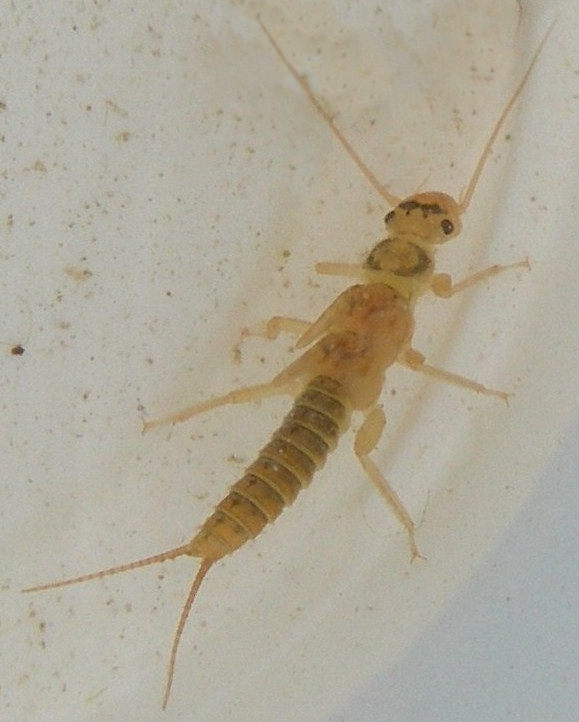
Larve de plécoptère.

## L'adulte
La vie d'adulte des plécoptères est relativement éphémère et en grande partie nocturne.
La métamorphose se prépare de nuit, et les adultes émergent pour la plupart à l'aube. Les femelles sont chez de nombreuses espèces de plécoptères jusqu'à deux fois plus grosses que les mâles. Plus tard, l'accouplement aura lieu de nuit, avec de manière générale une chance de se reproduire (et de produire beaucoup d'œufs) plus importante pour les gros individus (sauf pour quand les femelles ont subi les assauts de plusieurs mâles). La copulation avec un ou plusieurs partenaires peut durer toute la nuit (jusqu'à 11 h durant, mais avec de nombreuses tentatives infructueuses de la part des mâles). Les femelles fécondées plusieurs fois, en moyenne, pondent moins d'œufs.[réf. souhaitée]
Ces espèces semblent impactées par la pollution lumineuse ou la dégradation de l'environnement nocturne. Les observations naturalistes se font de nuit à la lumière inactinique (supposée moins gêner les plécoptères) ou en amplification lumineuse.

## Bioindication
Les larves des Plécoptères sont également utilisées comme bioindicateur, car très sensibles au taux en oxygène dissous dans l'eau. Par exemple, une pollution par rejet d'eaux usées dans les cours d'eau va provoquer une diminution brutale de certaines familles de Plécoptères comme les Perlidae. Ils sont considérés comme des groupes indicateurs dans des tests de la qualité de l'eau comme l'Indice biologique global normalisé (I.B.G.N.). Des chercheurs néo-zélandais ont montré que la déforestation sélectionne une robe claire. 

## Caractéristiques
- une paire d'antennes longues, solides et multiarticulées
- deux cerques, parfois aussi longs que le corps
- deux yeux, et trois ocelles
- deux paires d'ailes presque transparentes, à réseau veineux très marqué
- au repos, les ailes sont repliées à plat sur le dos. Les ailes antérieures sont simples et ovales, moins larges que les postérieures.
- les mâles de nombreuses espèces ont les ailes atrophiées, et ne peuvent donc voler
- les pattes sont toutes du même type, terminées par un tarse à trois articles
- les larves sont dépourvues de branchies, l'oxygène diffusant à travers le corps, accessoirement à l'aide de petites touffes de poils
- toutes les larves commencent leur développement par un régime brouteur-racleur de biofilm et d'algues. Puis, en grandissant certaines acquièrent un régime détrivore et se nourrissent notamment des litières issues de la végétation des berges des cours d'eau. D'autres familles, notamment celles issues des espèces de grande taille, deviennent par la suite uniquement prédatrices.
- les mues du cycle larvaire se succèdent généralement sur une durée d'un an, mais jusqu'à trois ans pour certaines espèces

La détermination des sous-ordres, genres et espèces nécessite généralement l'observation des organes copulateurs. Pour cette raison, les naturalistes les conservent dans de l'alcool quand cela est nécessaire.

## Alimentation
L'adulte mange des algues, fragments de lichens ou pollens. Certaines espèces semblent ne pas se nourrir, consacrant leur brève vie d'adulte à la reproduction.

## Reproduction

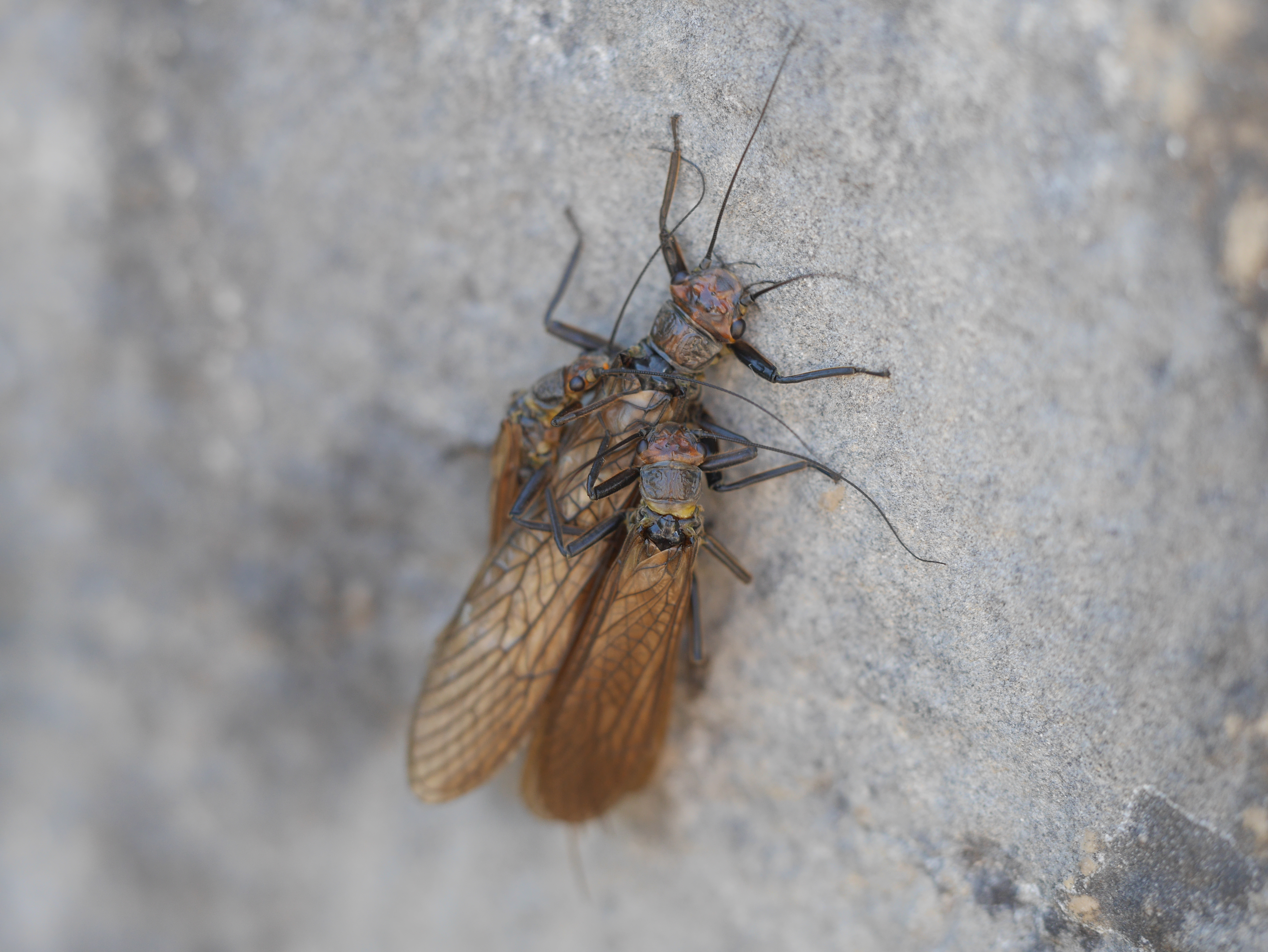
Accouplement de Plécoptères rencontrés dans le Jura fin mai

Au printemps mâles et femelles s'accouplent. La femelle immerge ses œufs agglomérés en petits paquets dans une eau bien oxygénée. Les larves se développent dans l'eau durant une à plusieurs années, avec un cycle de vingt à trente mues avant de stade final qui sera aérien.

## Menaces
Ce sont des espèces qui souvent tendent à régresser et qui ont localement disparu, en raison probablement de la pollution croissante des cours d'eau. Certaines espèces semblent ne pas voler sur de grandes distances, ce qui ne facilite pas la recolonisation d'un milieu après une pollution, surtout lorsque leurs corridors biologiques ont disparu.
L'inventaire des plécoptères de France est en cours par le groupe Benthos de l'OPIE. Sur plus de cinq cents espèces connues en Europe, 175 ont été identifiées en France (parmi 26 genres). Beaucoup d'espèces ont été nouvellement décrites depuis les années 1970 en Europe, dont en France.

## Classification
Les 3 000 espèces (trois cents genres) sont classées en deux sous-ordres.
- Antarctoperlaria
  -     - Eusthenioidea
      - Diamphipnoidae
      - Eustheniidae

    - Gripopterygoidea
      - Austroperlidae
      - Gripopterygidae

- Arctoperlaria
  -     - Nemouroidea
      - Capniidae
      - Leuctridae
      - Nemouridae
      - Notonemouridae
      - Scopuridae
      - Taeniopterygidae
      - Palaeonemouridae (fossile)
      - Perlariopseidae (fossile)

    - Perloidea
      - Chloroperlidae
      - Peltoperlidae
      - Perlidae
      - Perlodidae
      - Pteronarcyidae
      - Styloperlidae
      - Euxenoperlidae (fossile)
      - Mesoleuctridae (fossile)
      - Palaeoperlidae (fossile)
      - Perlopseidae (fossile)
      - Platyperlidae (fossile)
      - Siberioperlidae (fossile)
- non classées
  -     -       - Baleyopterygidae (fossile)
      - Osmylitidae (fossile)
      - Perlapsocidae (fossile)
      - Tshekardoperlidae (fossile)

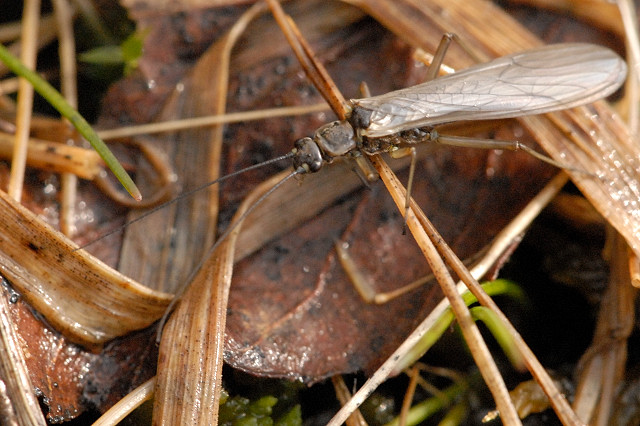
Amphinemura sulcicollis, une espèce de la famille des Nemouridae.

On trouve en Europe les familles suivantes : Taeniopterygidae, Nemouridae, Capniidae, Leuctridae, Pteronarcyidae, Styloperlidae, Peltoperlidae, Perlodidae, Perlidae et Chloroperlidae.

## Images

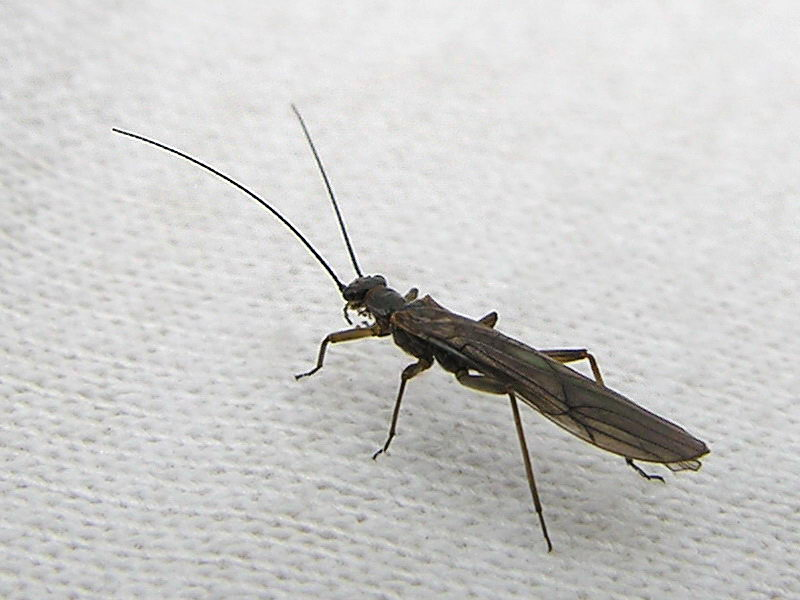
Protonemura Kempny. Position caractéristique des ailes, sur un abdomen aplati.
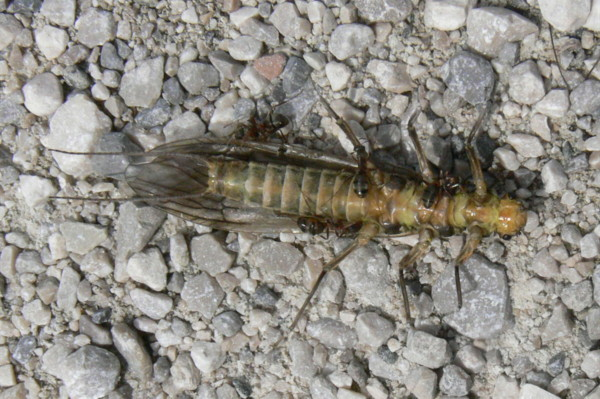
Face ventrale.
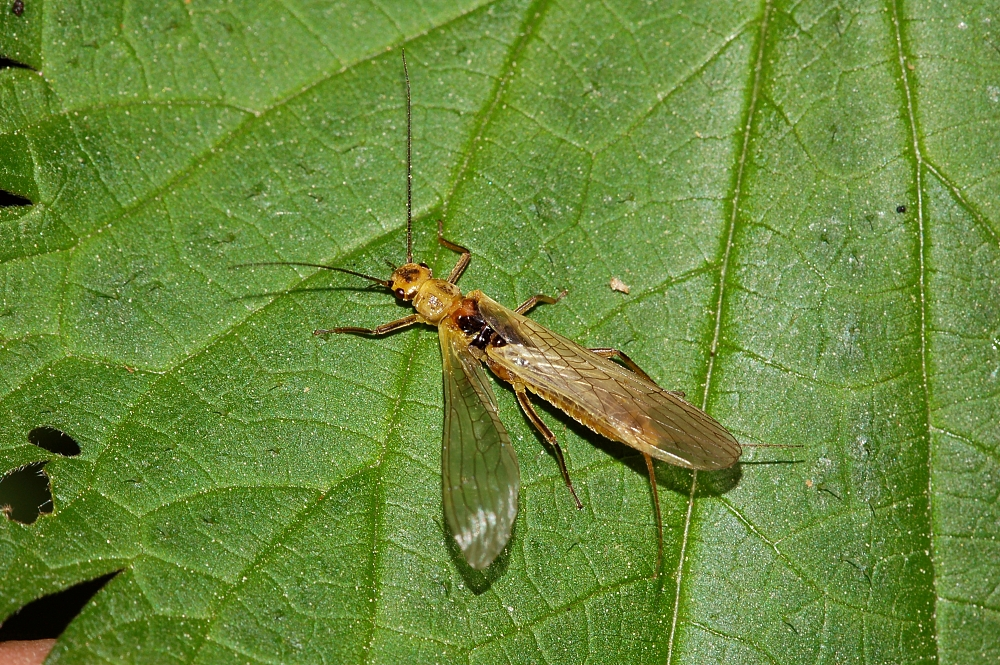
Détail des ailes.
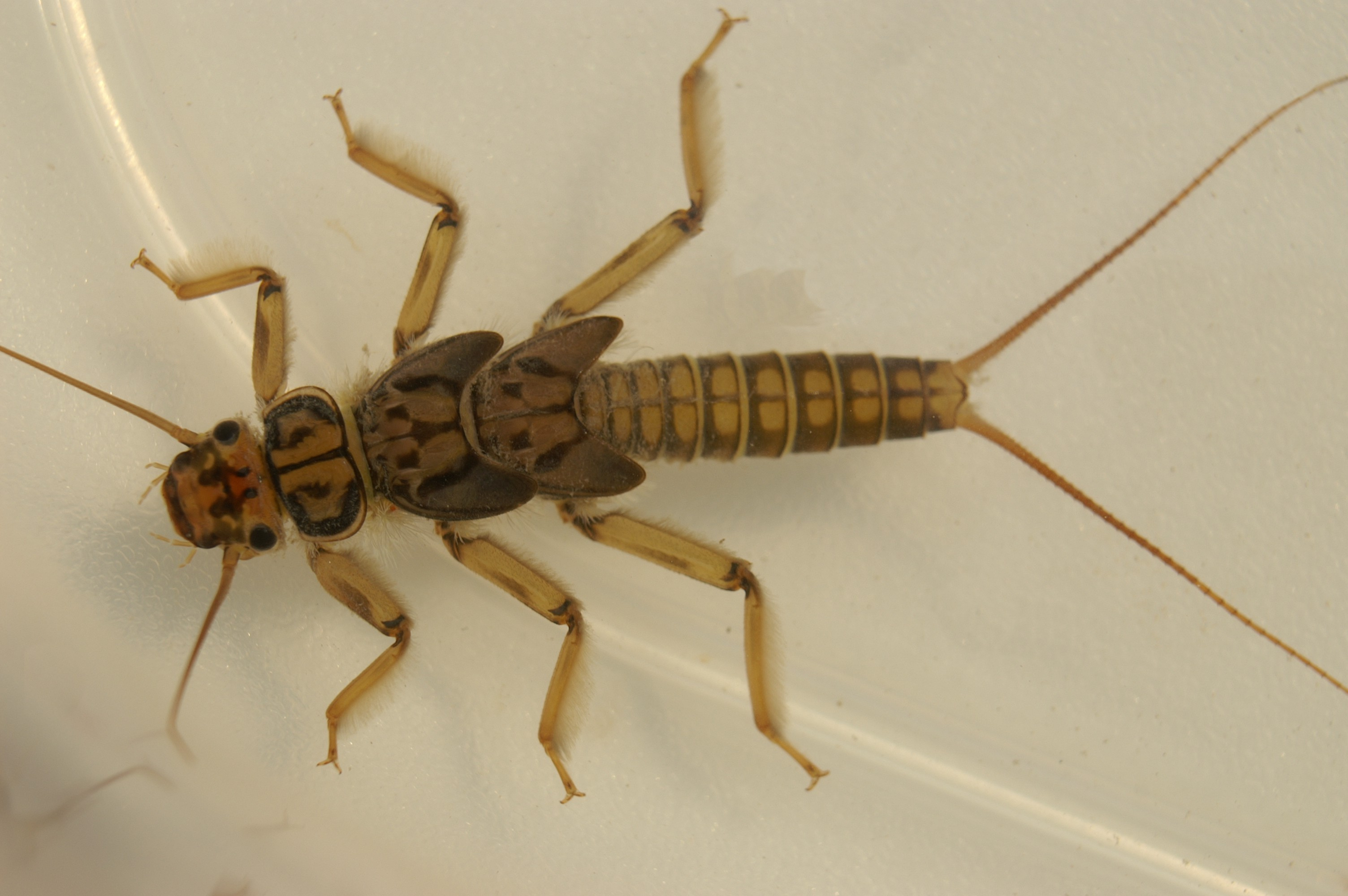
Larve aquatique.